# Demirli (Çiçekdağı)
Demirli is een dorp in het Turkse district Çiçekdağı en telt 197 inwoners (2000).
Centrale districtsplaats (İlçe Merkezi): Çiçekdağı
Gemeenten (Beldeler): Boğazevci · Köseli
Dorpen (Köyler):
Acıköy · Akbıyıklı · Alahacılı · Alanköy · Alimpınar · Armutlu · Aşağıhacıahmetli · Bahçepınar · Baraklı · Beşikli · Bozlar · Büyükteflek · Çanakpınar · Çepni · Çiçekli · Çopraşık · Çubuktarla · Demirli · Doğankaş · Gölcük · Hacıduraklı · Hacıhasanlı · Hacıoğlu · Halaçlı · Harmanpınar · Haydarlı · İbikli · Kabaklı · Kaleevci · Kavaklıöz · Kırdök · Kızılcalı · Konurkale · Küçükteflek · Mahmutlu · Ortahacıahmetli · Pöhrenk · Safalı · Şahinoğlu · Tatbekirli · Tepecik · Topalali · Yalnızağaç · Yukarıhacıahmetli